# Drum național 65E
Der Drum național 65E (rumänisch für „Nationalstraße 65E“, kurz DN65E) ist eine Hauptstraße in Rumänien. 

## Verlauf
Die Straße zweigt in Piatra vom Drum național 51A ab, verläuft in generell nordwestlicher Richtung durch die Walachische Tiefebene über Furculești, wo sie den von Alexandria kommenden Drum național 52 kreuzt, nach Roșiorii de Vede, wo sie am  Drum național 65A endet.
Die Länge der Straße beträgt rund 39 Kilometer.